# Pachybrachis regius
Pachybrachis regius là một loài bọ cánh cứng trong họ Chrysomelidae. Loài này được Schaufuss miêu tả khoa học năm 1862.